# 米替福新
米替福新（INN:miltefosine）是一種主要用於治療利什曼病和非寄生性阿米巴病感染（如福氏內格里原蟲和狒狒巴拉姆希阿米巴）的藥物，以商品名稱Impavido等於市場上銷售。 所治療的利什曼病有三種形式：皮膚型、內臟型和黏膜型。它可與脂質體兩性黴素B或巴龍黴素聯合使用來治療利什曼病。
本藥物的給藥途徑為口服。
使用後常見的副作用有嘔吐、腹痛、發燒、頭痛和腎功能下降。更嚴重的副作用有史蒂芬斯－強森症候群或血小板減少症。個體於懷孕期間使用似乎會對胎兒造成傷害，也不建議進行母乳哺育的個體使用，以避免對嬰兒不利。此藥物的作用機制尚未被完全了解。
米替福新於1980年代初期首次製成，作為癌症治療藥物進行研究。幾年後卻被發現對治療利什曼病有效，並於2002年在印度獲准用於此種用途。此藥物已列入世界衛生組織基本藥物標準清單中。

## 醫學用途

### 利什曼病
米替福新主要用於治療內臟型利什曼病和治療在新世界（美洲大陸，包含北美洲、中美洲與南美洲）出現的皮膚型利什曼病，並正在多個國家進行此用途的臨床試驗。該藥物現已列為世界衛生組織基本藥物示範清單中治療利什曼病的核心藥物。有數種藥物對內臟型利什曼病或皮膚型利什曼病具有一定療效，然而在2005年進行的一項調查，結論是米替福新是唯一對兩種形式利什曼病均有效的口服治療藥物。

### 阿米巴原蟲感染
米替福新已成功用於治療一些非常罕見，但極致命性的阿米巴原蟲腦部感染病例，這些感染由福氏內格里原蟲所引起，通常是透過受污染的水進入鼻腔後發生。此藥物在美國已取得用於治療棘阿米巴角膜炎和福氏內格里阿米巴腦膜腦炎（原發性阿米巴腦膜腦炎）的孤兒藥資格。

### 懷孕與哺乳
米替福新被美國食品藥物管理局（FDA）列為懷孕D級藥物，表示根據研究或上市經驗的人體研究數據，有證據顯示其對人類胎兒有害。雖然有這些潛在風險證據，但米替福新的潛在益處，或許仍值得孕婦使用。個體在接受治療前應進行驗孕。在使用米替福新期間及停藥後5個月內應採取有效的避孕措施。哺乳期間使用此藥很可能對嬰兒不安全。

## 禁忌症
米替福新禁用於對此藥物過敏的個體、孕婦以及罹患修格蘭-拉森症候群的人。它對大鼠和兔具有胚胎毒性和胎兒毒性，對大鼠有致畸性，但對兔則無。因此個體於懷孕期間禁用，且育齡婦女在治療結束後的一段時間之內仍需採取避孕措施。

## 副作用
使用米替福新進行治療的常見副作用是噁心和嘔吐，發生率為60%。其他常見副作用有頭暈、頭痛和白天嗜睡。
嚴重的副作用有皮疹、腹瀉和關節炎。在女性和幼兒出現的副作用較為嚴重。整體而言，這些影響相當輕微且容易逆轉。

## 作用機制
米替福新主要透過影響利什曼原蟲的前鞭毛體和無鞭毛體階段來發揮作用。確切的抗利什曼原蟲機制尚未被完全了解，但據信它會使線粒體膜電位去極化，抑制細胞色素c氧化酶，引起類細胞凋亡的細胞死亡來發揮其活性。

## 歷史

### 癌症
米替福新最初是作為癌症藥物進行研究，但由於其副作用，而從未用於此目的。
磷脂類烷基磷酸膽鹼自1980年代初期便已為人知，特別是在它們與眼鏡蛇毒液結合親和力方面。研究人員於1987年發現這些磷脂對白血病細胞培養物具有強效毒性。初步的體內抗腫瘤活性研究顯示出陽性結果，但僅限於使用高劑量，且伴隨高毒性的情況之下。與此同時，在德國馬克斯·普朗克生物物理化學研究所任職的Hansjörg Eibl和在哥廷根大學任職的Clemens Unger兩位證明，磷脂類似物米替福新 (當時稱為hexadecylphosphocholine) 的抗腫瘤活性確實具有腫瘤特異性。此藥物對N-甲基-N-亞硝基脲誘導的乳癌非常有效，但對可移植性乳癌和自發性[[苯駢[a]芘]]誘導的肉瘤效果較差，且對Walker 256癌肉瘤和自發性乙醯氧基甲基亞硝胺誘導的大鼠結腸腫瘤相對不具活性。隨後又發現米替福新在具有抗癌特性的脂質中結構獨特，它缺乏甘油基團，對細胞類型具有高度選擇性，並透過不同機制發揮作用。

### 利什曼病
此藥物被發現具有抗癌特性的同一年，於倫敦衛生與熱帶醫學院服務的S. L. Croft及其團隊報導米替福新也具有抗利什曼原蟲作用。該化合物在五天的療程中以12.8毫克/公斤/天的劑量，對培養的小鼠腹腔巨噬細胞中的杜氏利什曼原蟲無鞭毛體有效。然而當時開發的重點為優先用於治療乳癌的皮膚轉移。一項新的研究報告於1992年指出該化合物在小鼠體內對不同利什曼原蟲種類的不同生命週期階段都非常有效，事實上，其效力比傳統的葡萄糖酸銻鈉療法高出600多倍。在印度患者的首次人體臨床試驗結果，顯示此藥物用於治療慢性利什曼病具有高成功率和安全性。這項有前景的進展促成德國藥廠ASTA Medica (後來分拆成為Zentaris GmbH)、世界衛生組織 (WHO) 熱帶病研究與培訓特別計畫以及印度政府之間獨特的公私合作夥伴關係。最終，多項成功的二期和三期試驗促使米替福新於2002年獲准上市，成為第一種，也是唯一一種口服，用來治療利什曼病的藥物。

### 福氏內格里阿米巴與棘阿米巴屬
美國疾病管制與預防中心（CDC）於2013年建議使用米替福新治療非寄生性阿米巴原蟲感染，例如肉芽腫性阿米巴腦炎和原發性阿米巴腦膜腦炎這兩種致命的原生動物疾病。史上發生於北美洲的138例確診感染中，僅有4名倖存者。一名美國人在1978年感染後倖存，一名墨西哥人在2003年感染後倖存。於2013年，兩名兒童在接受米替福新治療後，從原發性阿米巴腦膜腦炎中存活，且康復。於2016年，另一名兒童在接受包含米替福新的治療後，成為美國第四位從福氏內格里阿米巴感染中的倖存者。

## 社會與文化

### 取得
米替福新自2017年以來係透過私人公司Profounda Inc.在美國銷售。在此之前只能從CDC取得，用於緊急情況下根據擴大使用試驗性新藥方案治療非寄生性阿米巴原蟲感染：由福氏內格里阿米巴引起的原發性阿米巴腦膜腦炎，以及由狒狒巴拉姆希阿米巴和棘阿米巴屬引起的肉芽腫性阿米巴腦炎。米替福新幾乎完全由Profounda Inc.這家公司生產。

### 經濟學
在開發中國家，一個療程的費用約為65至150美元。在已開發國家，治療費用可能會高出10到50倍。

## 進一步研發
此藥物對某些細菌和真菌具有活性，以及對人類吸蟲綱曼森氏血吸蟲和傳播原蟲的蝸牛 - 亞歷山大平旋螺也有活性。

### 抗原蟲和抗真菌活性
研究人員正在調查米替福新，以找出已對現有藥物產生抗藥性的感染治療方法。動物和體外研究顯示它可能具有廣泛的抗原蟲和抗真菌特性：
- 動物研究顯示米替福新可能對克魯氏錐蟲（英语：Trypanosoma cruzi）（引起恰加斯病）也有效。[43]
- 多項研究發現該藥物對多種真菌有效：新型隱球菌、念珠菌屬、麴黴屬和鐮孢菌屬。[44]
- 於2006年進行的一項體外研究發現米替福新對陰道毛滴蟲（英语：Trichomonas vaginalis）（一種性傳播原蟲病）的甲硝唑抗藥性變種有效。[45]
- 溴化十六烷基三甲銨（一種與米替福新相關的化合物）在2007年被證明對惡性瘧原蟲表現出強效的體外活性。[46]
- 於2006年所做的一項體外測試顯示米替福新對致命的原生動物病原體福氏內格里阿米巴、狒狒巴拉姆希阿米巴和棘阿米巴屬有效。[47]然而隨後的體外和動物模型實驗顯示它的效力不如其他藥物，例如氯丙嗪[48]和醋酸二咪那齊（英语：diminazene）。[49]
- 有份於2013年發表的報導，指出米替福新治療利什曼病失敗，[50][51]雖然當時推測是抗藥性導致，但一份2014年的研究報導，顯示米替福新在兒童身上效果不佳，很可能與其體內藥物濃度未能達到治療所需水平的結果。[52]此外，男性似乎也有較高的復發機率。[53]
- 於2012年所做的一項體外研究發現米替福新對白色念珠菌生物薄膜具有良好的活性。[54]

### 抗愛滋病毒活性
米替福新靶向受愛滋病毒感染的巨噬細胞，這些細胞在體內具有長壽的HIV-1（一種HIV亞型）儲存庫作用。HIV蛋白異側作用因子（Tat）會在人類原代巨噬細胞中激活促生存的PI3K/Akt路徑。米替福新的作用是抑制PI3K/Akt路徑，而將受感染的巨噬細胞從循環中清除，同時不影響健康細胞。它顯著減少人類樹突細胞和輔助性T細胞共培養物中HIV-1的複製，這是由於可溶性因子的快速分泌，並且與人類細胞中I型干擾素 (IFN) 的誘導有關。

## 外部連結
- . Drug Information Portal. U.S. National Library of Medicine. （原始内容存档于2016-08-19）.
- . Drugs.com.